# PVFA Premier League
Die PVFA Premier League (auch PVFA Lik – Premia Divisen, Port Vila Premier League oder TVL Premier League und ehemals Premia Divisen) ist mit der VFF National Super League die höchste Spielklasse des nationalen Fußballverbands von Vanuatu. Die vier besten der regulären Saison qualifizieren sich für die PVFA Top Four Super League, deren Gewinner sich für die OFC Champions League qualifiziert, zusammen mit dem Sieger der National Super League.

## Bisherige Sieger
- 1985–1988: unbekannt
- 1983/84: Pango Green Bird FC
- 1986: Ifira Black Bird FC[1]
- 1989: Erakor Golden Star FC
- 1990–1993: unbekannt
- 1994: Tafea FC
- 1995: Tafea FC
- 1996: Tafea FC
- 1997: Tafea FC
- 1998: Tafea FC
- 1999: Tafea FC
- 2000: Tafea FC
- 2001: Tafea FC
- 2002: Tafea FC
- 2003: Tafea FC
- 2004: Tafea FC
- 2005: Tafea FC
- 2006: Tafea FC
- 2007: Tafea FC
- 2008/09: Tafea FC
- 2009/10: Amicale FC
- 2010/11: Amicale FC
- 2011/12: Amicale FC
- 2012/13: Amicale FC
- 2013/14: Amicale FC
- 2014/15: Amicale FC
- 2016: Erakor Golden Star FC
- 2017: Ifira Black Bird FC
- 2017/18: Tupuji Imere FC
- 2018/19: Tafea FC
- 2019/20: Ifira Black Bird FC
- 2020/21: Galaxy FC
- 2021/22: Ifira Black Bird FC
- 2022/23: Ifira Black Bird FC
- 2024: Ifira Black Bird FC

### Anzahl der Meistertitel
| Rang | Verein                | Titel | Spielzeiten                                                                                          |
| ---- | --------------------- | ----- | --- |
| 1.   | Tafea FC              | 16    | 1994, 1995, 1996, 1997, 1998, 1999, 2000, 2001, 2002, 2003, 2004, 2005, 2006, 2007, 2008/09, 2018/19 |
| 2.   | Amicale FC            | 6     | 2009/10, 2010/11, 2011/12, 2012/13, 2013/14, 2014/15                                                 |
| 3.   | Ifira Black Bird FC   | 6     | 1986, 2017, 2019/20, 2021/22, 2022/23, 2024                                                          |
| 4.   | Erakor Golden Star FC | 2     | 1989, 2016                                                                                           |
| 5.   | Pango Green Bird FC   | 1     | 1983/84                                                                                              |
| 5.   | Tupuji Imere FC       | 1     | 2017/18                                                                                              |
| 5.   | Galaxy FC             | 1     | 2020/21                                                                                              |